# 5330 Senrikyu
Az 5330 Senrikyu (ideiglenes jelöléssel 1990 BQ1) a Naprendszer kisbolygóövében található aszteroida. A. Sugie fedezte fel 1990. január 21-én.